# Raymond A.G. Lemaire
Raymond Albert Ghislain Lemaire (Dworp, 8 januari 1878 - Heverlee, 6 juli 1954) was een Belgische kanunnik en hoogleraar, docent architectuur en monumentenzorg aan de universiteit van Leuven.

## Levensloop
Lemaire werd priester gewijd in Mechelen in 1901. Hij studeerde geschiedenis in Leuven en was een leerling van Joris Helleputte en René Maere. Hij promoveerde tot licentiaat in 1904 en tot doctor in 1906. Hij werd directeur van de Leuvense "Sint-Pieters Ambachtsschool" die onder zijn beleid een sterke groei kende en werd redactiesecretaris van het tijdschrift Bulletin des Métiers d'Art.
Hij volgde Helleputte op in zijn universitaire leerstoel toen deze in 1907 minister werd. Hij speelde een belangrijke rol bij de wederopbouw van de stad Leuven na de Eerste Wereldoorlog.
In 1925 bouwde hij voor de Minderbroeders in Hasselt een grafkapel ter ere van het Heilig Paterke van Hasselt. Tevens ontwierp hij het Redemptoristenklooster (inclusief kerk) in Leuven. Hij restaureerde talrijke (vaak religieuze) gebouwen in België, zo onder meer de Leuvense Collegiale Sint-Pieterskerk en de Sint-Geertruikerk (na de Tweede Wereldoorlog).
Lemaire was door zijn onderricht, zijn publicaties en zijn ontwerpen een spilfiguur in de Belgische religieuze architectuur en de liturgische beweging. Hij was hierbij een pleitbezorger voor de neogotiek en een kenner van de Brabantse gotiek.
Lemaire was:
- erekanunnik van de Sint-Romboutskathedraal, Mechelen (1911).
- lid van de Koninklijke Commissie voor Monumenten en Landschappen.
- lid van de Koninklijke Academie voor Wetenschappen, Letteren en Schone Kunsten van België.

Hij was de oom van een andere hoogleraar en naamgenoot, Raymond M. Lemaire.

## Publicaties
- Les origines du style gothique en Brabant, Brussel, 1906 (doctoraatsthesis).
- Lijst van publicaties, in: Academische Bibliografie van de Katholieke Universiteit Leuven, Deel VI, Leuven, 1937.

## Archief
- Het archief van kanunnik Lemaire wordt bewaard in het Universiteitsarchief van de KU Leuven.